# Општина Итешти (Бакау)
Итешти (рум. Iteşti) општина је у Румунији у округу Бакау.
Oпштина се налази на надморској висини од 262 m.

## Становништво

### Хронологија
| Година       | 2006 | 2007 | 2008 | 2009 | 2010 | 2011 | 2012 | 2013 | 2014 | 2015 | 2016 | 2017 |
| ------------ | ---- | ---- | ---- | ---- | ---- | ---- | ---- | ---- | ---- | ---- | ---- | ---- |
| Становништво | 1244 | 1341 | 1405 | 1437 | 1443 | 1487 | 1507 | 1519 | 1507 | 1503 | 1524 | 1515 |